# Dambrovszky Imre

Dambrovszky Imre (Nyitra, 1869. november 23. - Budapest, 1945. február 5.) pap, egyetemi tanár.

## Életútja
Dambrovszky János és Madva Amália fia. Az érettségit Nyitrán tette le, majd Egerben hallgatta a teológiát, a jogot pedig Budapesten végezte, ahol mindhárom jogból megszerezte a doktorátust. 1892. március 15-én szentelték pappá, ezután Fegyverneken, Abádszalókon és Püspökladányban, 1893-tól Sajóvárkonyban, 1894-tól Ózdon volt káplán. 1899-től Miskolcon hittanár, 1904. szeptember 7-től az egri érseki jogakadémia helyettes, 1910. augusztus 23-tól rendkívüli, 1923. február 29-étől rendes tanára volt. 1922-ben a budapesti egyetemen a közigazgatási jog magántanárává képesítette. 1928. március 7-től a pécsi egyetemen a közigazgatási és pénzügyi jog nyilvános rendes tanára, tiszteletbeli egri kanonok és bóli címzetes apát volt. 1933/34-ben a jog- és államtudományi kar dékáni tisztét töltötte be, 1934/35-ben ugyanott prodékán, 1936/37-ben a pécsi egyetem rektora, 1937/38-ban prorektora volt. 1940. augusztus 31-én vonult nyugdíjba. A fővárosba költözött, halálát egy bombaszilánk okozta, melynek következtében elvérzett. A Foed. Emericana Agria Corp. és az egri jogászmenza vezetője volt.

## Műve
- Szabályrendeleti jog. Bp., 1922.